# Феохромоцитом
Феохромоцитомът (Phaeochromocytoma (PCC)) (от гръцки: phaios – „тъмно“, chroma – „цвят“, kytos – „клетка“, -oma – „тумор“), е невроендокринен тумор, който се развива по-често в медулата (сърцевината) на надбъбречните жлези (в 80% от случаите) и по-рядко извън нея – в близост до бъбречния хилус и около аортата (в 20% от случаите). Туморът произвежда катехоламини: адреналин, когато е разположен в сърцевината на надбъбрека или норадреналин, когато се развива извън нея.

## Симптоматика
Признаците и симптомите на феохромоцитома са свързани с хиперактивност на симпатиковата нервна система, включващи:
- дразнения на кожата;
- пекордиална болка;
- ускорен сърдечен пулс;
- високо артериално налягане, включително епизодични пристъпи на високо кръвно налягане, което понякога може да е трудно за диагностициране;
- повръщане;
- сърцебиене;
- тревожност, често подобна на тази при паник атаките;
- диафореза (обилно потене);
- главоболие – най-честият симптом;
- състояния на страх и ужас;
- загуба на тегло;
- Повишени нива на кръвната захар (основно в резултат от катехоламиновата стимулация на липолизата (разграждането на депонираните в клетките мазнини), което води до високи нива на свободните мастни киселини и последващото инхибиране на глюкозен прием от мускулните клетки. В резултат, стимулацията на бета-адренергични рецептори води до гликогенолиза и глюгонеогенеза и оттам повишаване на нивата на кръвна захар).

Феохромоцитомът може да причини и резистентна артериална хипертония. Може да има фатален край, ако причини остра хипертонична криза, при която изключително високото кръвно налягане разкъса една или повече органни системи. Хипертонията при феохромоцитом не може да се регулира добре със стандартните медикаменти за високо кръвно налягане.
Не всички пациенти посочват като оплаквания всички изброени признаци и симптоми. Най-честото оплакване е от главоболие, прекомерно потене и учестен сърдечен ритъм с пристъпи, отминаващи за по-малко от час.
Туморите от вид феохромоцитом могат и много да нараснат на размери, но обикновено са от 1 до 10 сантиметра. В 70% туморът е едностранен с по-често разположение вдясно, в 20% е двустранен. В 30% от случаите образуванието е с множествено разположение.

## Диагностициране
Диагнозата може да бъде поставена чрез измерване на катехоламините и метанефрините в кръвната плазма (или кръвта) или с 24-часово събиране на урина. Трябва да се внимава да се изключат други причини като хипогликемия, стрес, физическо натоварване и наркотици, които се отразяват на катехоламините, например стимуланти, метилдопа, допаминови агонисти или антихипертоници, блокиращи ганглия. Различни храни като кафе, чай, банани, шоколад, цитруси и ванилия, също могат да повлияят на нивата на уринарния метанефрина и ванилилманделовата киселина.
За локализиране на тумора се ползва компютърна томография или образна диагностика с магнитен резонанс на главата, врата, гръдния кош и корема, както и сцинтиграфия с йод-123-маркиран метайодобензилгуанидин. Още по-точна локализация може да се получи с PET-CT или PET-MRI с (18F) флуородопамин  или FDOPA 
Феохромоцитомите се проявяват най-често в преходната възраст от младост към зрялост или по време на зрелостта.
Този вид тумори могат да се проявят в съчетание с други тумори на ендокринните жлези, което състояние се нарича множествена ендокринна неоплазия (MEN). Пациентите с болест на фон Хипел–Линдау също могат да развият феохромоцитоми.
Пациентите, страдащи от изброените симптоми, свързани с феохромоцитома, трябва да знаят, че това е рядко заболяване; то често преминава недиагностицирано до смъртта, затова пациентите трябва да съобщят на лекаря си важни индикатори, като това дали кръвното налягане се променя чувствително по време на епизоди на силна тревожност.

### Изследване
- Кръвни изследвания: Като най-точен тест за установяване на феохромоцитом се предлага анализът на свободните метанефрини (метадреналини) (норметанефрин и метанефрин) в кръвната плазма.
- Изследвания на урината: Въпреки че този тест е малко по-слабо ефективен от теста на кръвната плазма, той също се смята за достатъчно точен за диагностициране на тумора. Обикновено при здрави хора метаболитите на норепинефрина и епинефрина, норметанефрина (NMN) и метанефрина (MN) се откриват в сравнително малки количества. Повишеното отделяне на тези метаболити е показателно за болестта, но не изключва напълно и други заболявания, които могат да предизвикат подобни високи стойности на отделянето им.
- Други изследвания:

- Диагностичен тест, използван в миналото за феохромоцитом е да се извърши прием на клонидин, централно-действащ alpha-2 агонист, използван за лечение на високо кръвно налягане. Клонидинът наподобява катехоламините в мозъка, което води до намалена активност на симпатиковите нерви, контролиращи сърцевината (медулата) на надбъбречната жлеза. Здравата медула ще отговори на теста с потискане на клонидина, като намали производството на катехоламини, докато липсата на реакция е доказателство за феохромоцитом.

- Хромогранин А е с повишени стойности в случаите на феохромоцитом.

- Микрография на феохромоцитом.
- Микрография на феохромоцитом.
- Микрография на феохромоцитом.
- Двустранен феохромоцитом при множествена ендокринна неоплазия от тип 2.
- Феохромоцитом. CT на корем.
- Феохромоцитом. CT на корем.

### Местоположение на тумора
При възрастните приблизително 80% от феохромоцитомите са едностранни, 10% са двустранни и 10% са извънадренални. При децата, една четвърт от туморите са двустранни и още една четвърт – извънадренални. Въпреки че феохромоцитомите могат да достигнат до големи размери с тегло над 3 kg, повечето тежат под 100 g и са с размер до 10 cm в диаметър. Феохромоцитомите са добре кръвоснабдени.
Туморите са съставени от големи плеоморфни хромафинови клетки. Под 10% от туморите са злокачествени. Както и при други ендокринни тумори и феохромоцитомът не може да бъде установен с хистологични изследвания. Локалната инвазия на съседни тъкани или отдалечените от мястото метастази, са показател за злокачествения характер на тумора.
Извън-адренални феохромоцитоми: Феохромоцитоми, които се развиват извън надбъбречната жлеза, обикновено тежат от 20 до 40 g и са по-малки от 5 cm в диаметър. Приблизително 10% се откриват в гръдния кош, 1% са в пикочния мехур, по-малко от 3% са в областта на шията, обикновено свързани със симпатиковите ганглии или извънчерепните разклонения на деветите черепномозъчни нерви.